# Calocheiridius badonneli
Calocheiridius badonneli är en spindeldjursart som beskrevs av Jacqueline Heurtault 1983. Calocheiridius badonneli ingår i släktet Calocheiridius och familjen Olpiidae. Inga underarter finns listade.